# Porophyllum crassifolium
Porophyllum crassifolium là một loài thực vật có hoa trong họ Cúc. Loài này được S.Watson miêu tả khoa học đầu tiên năm 1889.